# 国道342号

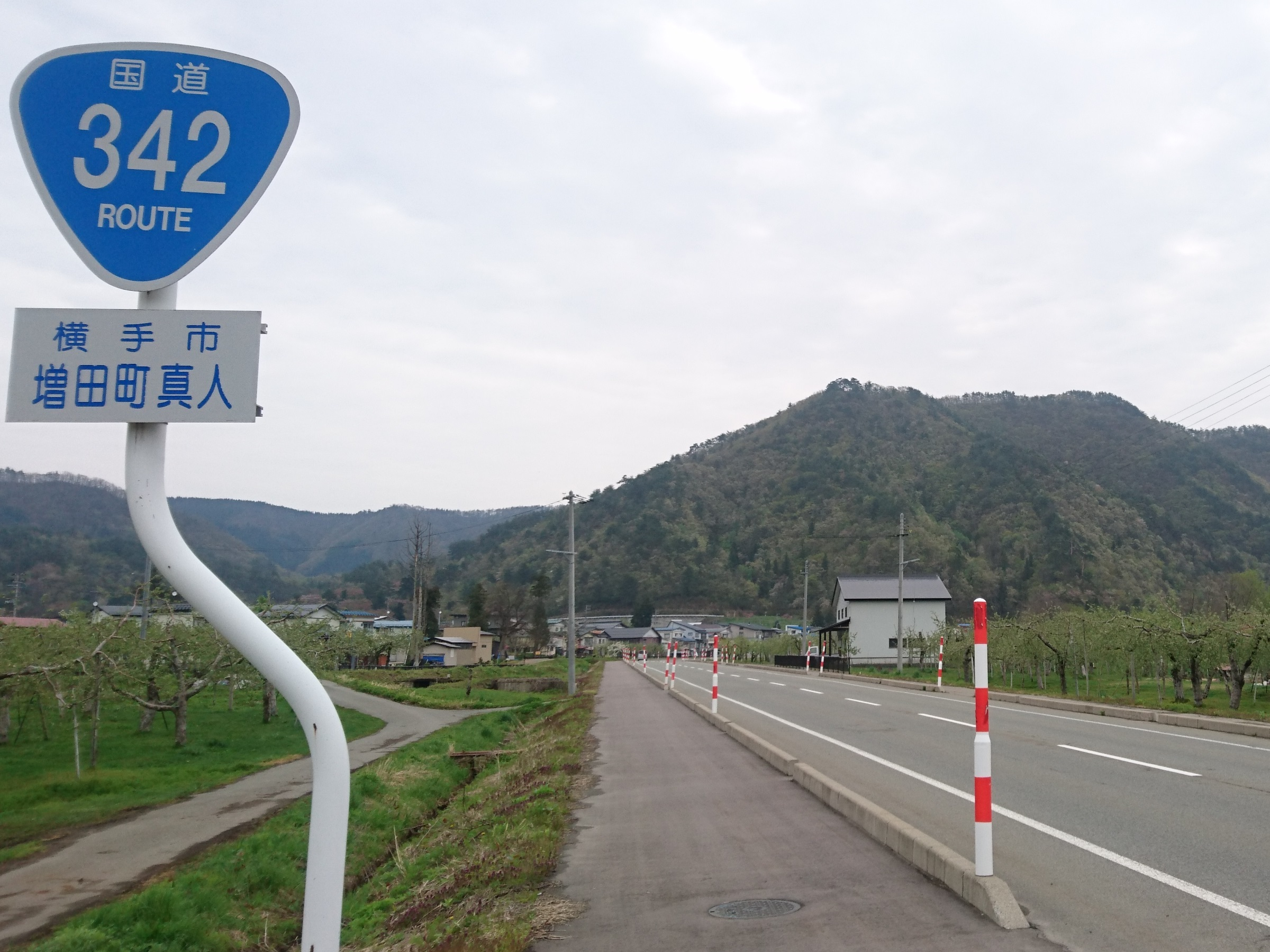
横手市増田町増田付近（2016年5月）

国道342号（こくどう342ごう）は、秋田県横手市から宮城県登米市に至る一般国道である。

## 概要
秋田県横手市を通る国道13号十文字バイパスの佐賀会沖田交差点から東へ向かい、岩手県一関市を経由して北上川に沿って南下し、宮城県登米市の国道45号までを結ぶ一般国道路線。一関市内では、東北自動車道一関ICと接続し、一関市 - 登米市間は、一関街道ともよばれる。秋田県と岩手県の県境には奥羽山脈があり、栗駒山の北側の山腹を越えてゆく。
岩手県では、災害が発生した場合に優先的に交通の確保を図る緊急輸送道路にも指定されている重要路線であり、東北地方太平洋沖地震（東日本大震災）津波からの「復興支援道路」に位置付けられている。また、岩手県内陸南部の工業団地と宮城県沿岸北部に位置する石巻港を結ぶ物流ルートであるとともに、世界遺産である平泉から日本三景で知られる松島や三陸復興国立公園を結ぶ観光ルートでもある。

### 路線データ
一般国道の路線を指定する政令に基づく起終点および重要な経過地は次のとおり。
- 起点：横手市（安田字ブンナ沢6番1、安田交差点 = 国道13号上、国道107号交点）
- 終点：宮城県本吉郡津山町[注釈 2]（登米市津山町柳津、国道45号交点、宮城県道61号涌谷津山線終点）
- 重要な経由地：秋田県平鹿郡十文字町[注釈 3]、同県雄勝郡東成瀬村、一関市、宮城県登米郡中田町[注釈 2]
- 総延長 : 148.2 km（岩手県 69.1 km、宮城県 20.3 km、秋田県 58.8 km）重用延長を含む[4][注釈 4]
- 重用延長 : 11.8 km（岩手県 1.7 km、宮城県 - km、秋田県 10.1 km）[4][注釈 4]
- 未供用延長 : なし[4][注釈 4]
- 実延長 : 136.4 km（岩手県 67.4 km、宮城県 20.3 km、秋田県 48.7 km）[4][注釈 4]
  - 現道 : 135.8 km（岩手県 67.4 km、宮城県 20.3 km、秋田県 48.1 km）[4][注釈 4]
  - 旧道 : 0.6 km（岩手県 - km、宮城県 - km、秋田県 0.6 km）[4][注釈 4]
  - 新道 : なし[4][注釈 4]
- 指定区間：国道13号、国道4号と重複する区間（秋田県横手市・安田交差点（起点） - 新古内交差点、岩手県一関市・大槻交差点 - 一関市十二神）[5]

## 歴史

### 国道指定以前
横手・一関間
- 1959年（昭和34年）3月31日 - 岩手県より須川温泉山目線として県道に認定される[6]。
- 1964年（昭和39年）12月28日 - 県道一関横手線が、一関横手線（岩手県一関市 - 秋田県横手市）として主要地方道の指定を受ける[7]。

一関・登米間
- 1954年（昭和29年）
  - 1月20日 - 県道一関登米線の一部、県道登米一関線および県道登米石巻線の一部が、一関柳津線（岩手県一関市 - 宮城県本吉郡柳津町（現・登米市））として主要地方道の指定を受ける[8]。
  - 8月16日 - 岩手県より一関石巻線として県道に認定される[9]。
  - 12月27日 - 宮城県より一関石巻線として県道に認定される[10]。
- 1964年（昭和39年）12月28日 - 県道一関石巻線の一部が、一関津山線（岩手県一関市 - 宮城県本吉郡津山町（現・登米市））として主要地方道の指定を受ける[7]。

### 国道指定以後

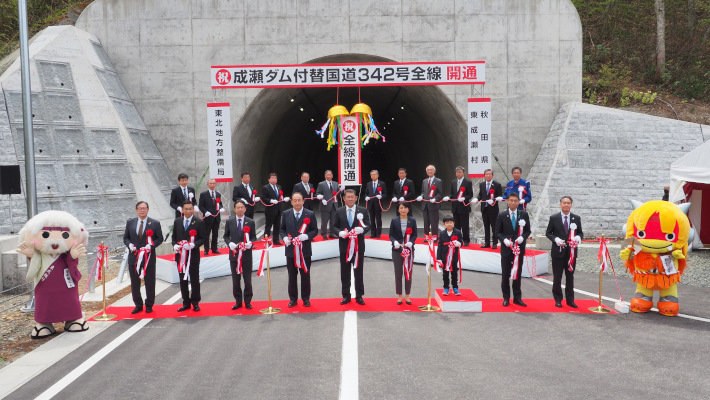
成瀬ダム付替国道342号全線開通式

- 1975年（昭和50年）4月1日 - 一般国道342号（秋田県横手市 - 宮城県本吉郡津山町（現・登米市））として指定[11]。
- 2008年（平成20年）6月14日 - 岩手・宮城内陸地震により祭畤大橋（まつるべおおはし）が倒壊するなど大きな被害が出る[12]。
- 2010年（平成22年）
  - 5月30日 - 全面復旧・再開通する[13]。
  - 12月18日 - 新祭畤大橋が開通する[14]。
- 2011年（平成23年）11月29日 - 岩手県一関市の花泉駅付近を迂回する花泉バイパスの一部（1.86 km）が部分開通[2]。
- 2014年（平成26年）8月30日 - 岩手県一関市の花泉バイパス（4.86 km）が全線開通[1]。
- 2023年（令和5年）4月29日 - 成瀬ダム付け替え国道が全線開通[15]。

## 路線状況

### バイパス
- 仁井田バイパス
- 八木バイパス
- 真人道路
- 田子内バイパス
- 岩井川バイパス
- 増田バイパス
- 厳美バイパス
- 花泉バイパス

### 重複区間
- 国道13号（秋田県横手市安田（起点） - 横手市十文字町佐賀会・新古内交差点）
- 国道397号（秋田県横手市十文字町佐賀会・新古内交差点 - 雄勝郡東成瀬村・合居橋交差点）
- 国道4号（岩手県一関市・大槻交差点 - 一関市十二神）
- 国道284号（岩手県一関市十二神 - 一関市・新大町交差点）
- 国道398号（宮城県登米市・新小路交差点 - 長谷山三差路）

### 道路施設

#### 主な橋梁
- 宮城県
  - 登米大橋（北上川、登米市）

#### トンネル
- 秋田県
  - 夢仙人トンネル（雄勝郡東成瀬村）

#### 道の駅

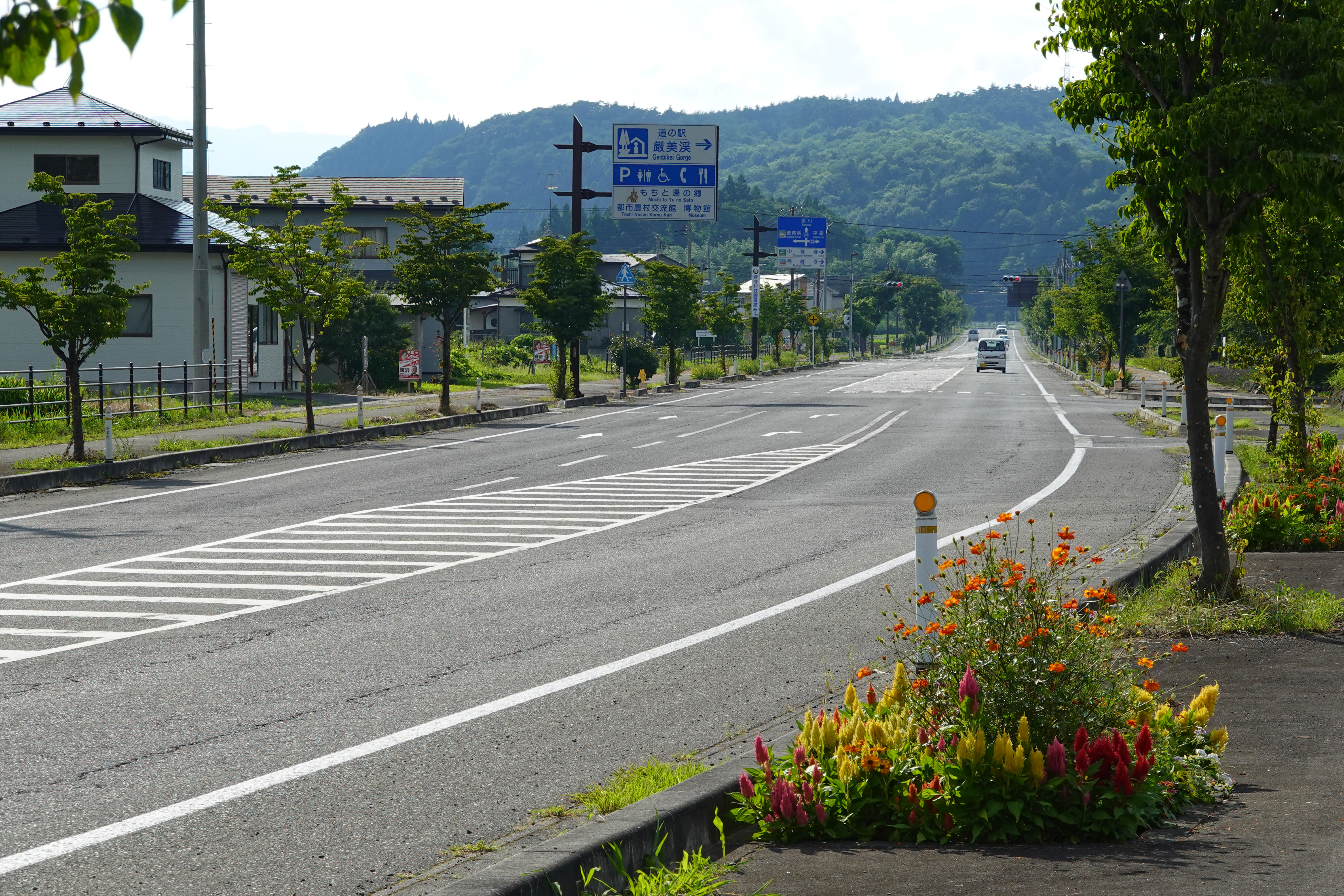
道の駅厳美渓近く（2023年）

- 岩手県
  - 厳美渓（一関市）

### 冬季閉鎖区間
| 区間                                                                                | 期間                   |
| ----------------------------------------------------------------------------------- | ---------------------- |
| 岩手県一関市厳美町真湯温泉（真湯ゲート） - 秋田県雄勝郡東成瀬村椿川（椿川ゲート）間 | 11月上旬 - 翌年5月中旬 |

## 地理

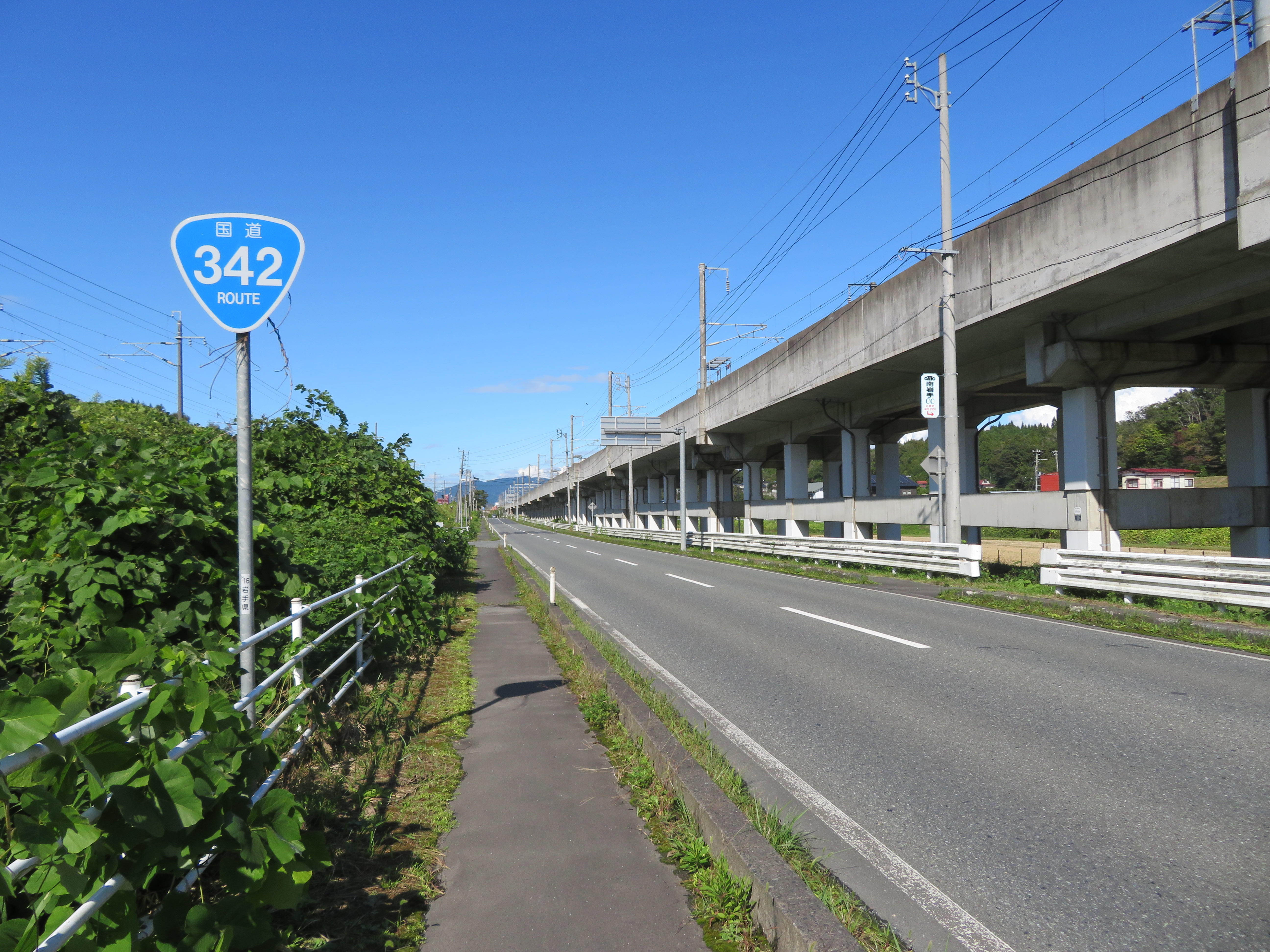
岩手県一関市真柴八幡付近（2019年）

### 通過する自治体
- 秋田県
  - 横手市 - 雄勝郡東成瀬村
- 岩手県
  - 一関市
- 宮城県
  - 登米市

### 交差する道路
- 秋田県
  - 国道13号、国道107号（横手市安田起点・安田交差点）
  - 国道13号（横手市十文字町佐賀会・新古内交差点）
  - 秋田県道108号川連増田平鹿線（横手市増田町増田・四ツ谷角交差点）
  - 雄平東部広域農道（雄平フルーツライン）（横手市増田町増田）
  - 秋田県道274号中村上吉野線（横手市増田町吉野）
  - 国道397号（東成瀬村・合居橋交差点）
  - 秋田県道282号仁郷大湯線（栗駒道路）（東成瀬村・須川温泉交差点）
- 岩手県
  - 宮城県道・岩手県道49号栗駒平泉線（一関市厳美町字本寺）
  - 岩手県道31号平泉厳美渓線（一関市厳美町・道の駅厳美渓前）
  - 岩手県道240号本郷五串線（一関市厳美町字亀ヶ渕・厳美バイパス東口）
  - 一関IC - 東北自動車道（一関市）
  - 国道4号・盛岡方面、岩手県道14号一関北上線（一関市・大槻交差点）
  - 国道4号・仙台方面、国道284号（重複）（一関市十二神）
  - 岩手県道3号一関停車場線、岩手県道260号一関平泉線・平泉方面（一関市大町）
  - 国道284号・気仙沼方面（一関市・新大町交差点）
  - 岩手県道260号一関平泉線・栗原市金成方面（一関市真柴字八幡）
  - 岩手県道・宮城県道187号大門有壁線（一関市花泉町金沢字大門）
  - 岩手県道・宮城県道48号弥栄金成線・薄衣方面（一関市花泉町金沢字動目記）
    - 岩手県道・宮城県道48号弥栄金成線・栗原市金成方面（一関市花泉町金沢字南町）

  - 岩手県道21号花泉藤沢線、宮城県道・岩手県道183号若柳花泉線（一関市花泉町涌津字下原）
  - 宮城県道・岩手県道184号石越白崖線、岩手県道239号白崖弥栄線（一関市花泉町永井字白崖）
  - 岩手県道・宮城県道190号花泉迫線（一関市花泉町永井字九千沢）
- 宮城県
  - 国道346号（登米市中田町上沼・錦桜橋西交差点）
  - 国道398号・登米市街方面（登米市中田町浅水・新小路交差点）
    - 国道398号・南三陸町方面（登米市中田町浅水字舟場・米谷大橋西交差点）

  - 宮城県道15号古川登米線、宮城県道36号築館登米線（登米市登米町寺池字桜小路・登米大橋西交差点）
  - 国道45号、宮城県道61号涌谷津山線（登米市津山町柳津）